# Ross Stores
Ross Stores o Ross Dress For Less es una cadena de tiendas de "ofertas" estadounidense. Es la segunda tienda de ofertas más exitosa en EE.UU, detrás de TJX Companies (T.J Maxx, T.K Maxx, HomeGoods, Marshalls). Su sede está ubicada en Dublin, California. Actualmente, Ross opera 1483 tiendas en todo EE.UU y el territorio de Guam. Esta tienda ha sobresalido por su sistema de ofertas, donde pagas menos por más.  

## Historia
La primera tienda Ross Department Stores abrió en San Bruno (California) en 1950 por Morris Ross. Morris Ross trabajaría 85 horas la semana para surtirse y mantener la tienda en funcionamiento. En 1958, Morris vendío la tienda departamental a William Isackson para convertirse en un desarrollador inmobiliario residencial y comercial. William construyó la compañía Ross Stores con 6 tiendas ubicadas en  San Bruno, Pacifica, Novato, Vacaville, Redwood City, y Castro Valley. En 1982, un grupo de inversionistas, incluido Mervin Morris, decidieron comprar las 6 tiendas en San Francisco cambiando el formarto a "Tiendas de Ofertas". En 3 años se expandieron a 107 tiendas. A finales de 1995, Ross Stores logró ventas anuales de $1,400 millones de dólares estadounidenses con 242 tiendas en 18 estados de EE. UU. Por 2012, Ross Stores registró $9,400 millones en ventas anuales con 1,091 tiendas in 33 estados de EE.UU con 108 tiendas D'D Discounts en 8 estados de EE.UU. En ese año, Ross trasladó sus oficinas centrales a Pleasanton, California.
Barbara Rentler tomó lugar como CEO de la empresa en 2014. En ese mismo año, las oficinas centrales se movieron a Dublin, California, hasta donde sigue en la actualidad.

## Productos y más
Actualmente, Ross vende muebles, cuidado personal (máscaras faciales, cuidado para el cabello, cremas humectantes, etc.), ropa interior, ropa, comida (solo dulces y botanas), calcetas, peines, gorras, zapatillas deportivas, zapatos, equipaje (maletas y mochilas) y gadgets para computadoras, teléfonos móviles y tabletas. Además, Ross compite con TJX y Burlington (aunque de todas formas su sistema de ofertas). 

## Expansión
En este año, Ross ha logrado tener 1483 tiendas en todo Estados Unidos y Guam. Además se estarán inaugurando varias tiendas en Puerto Rico para el 2025. La empresa todavía no ha dicho cuando abrirán una tienda en línea, la gente de México cruza la frontera para comprar más barato, es popular y símbolo del mercado del vestir. 

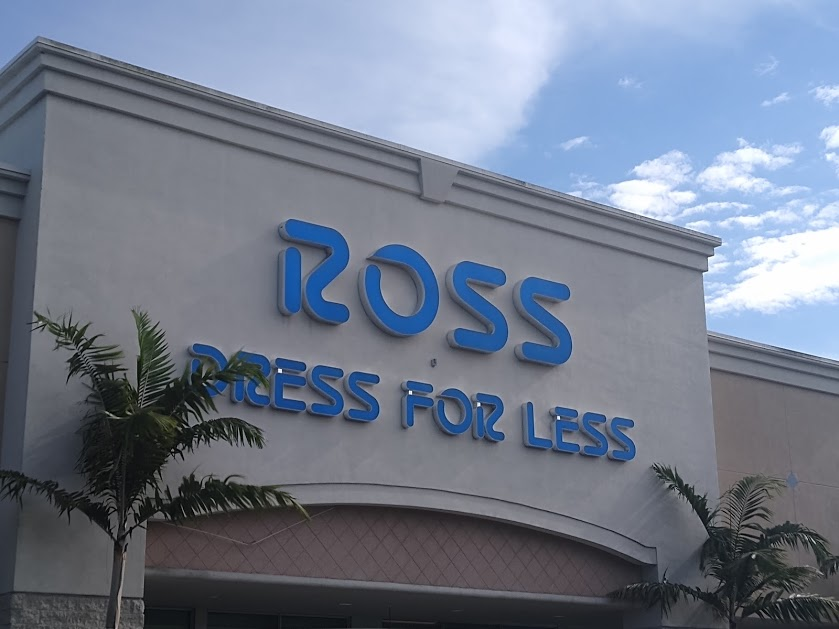
Una tienda Ross en Miami, Florida